# Crytea deformis
Crytea deformis là một loài tò vò trong họ Ichneumonidae.